# Ángeles Parra García
Ángeles Parra García (Sant Feliu de Guíxols, Baix Empordà, 1960) és una activista i ecologista catalana.
Ángeles Parra ha treballat des de l'activisme en la defensa de l'agricultura ecològica, la criança natural, la pau, el respecte i contra els transgènics i els productes químics. L'any 1981, juntament amb un grup d'amics, va crear l'associació Vida Sana, una ONG sense ànim de lucre, que seria al seu torn la promotora de la fira de BiolCultura, la fira de productes ecològics i consum responsable, que començà a celebrar-se a Madrid el 1985 i a Barcelona el 1995. Ángeles Parra és la directora de BioCultura i la presidenta de l'Associació Vida Sana, l'entitat sense ànim de lucre que l'organitza.
Com a ecoactivista, a més de Presidenta de l'Associació Vida Sana i directora de la fira d'alternatives i consum responsable Biocultura, és també la responsable del Festival Ecològic de la Infància 'MamaTerra' i
vocal de la Comissió Permanent del Consell Municipal del Medi Ambient de l'Ajuntament de Barcelona, L'any 2009 la Fundació Yves Rocher li va concedit un dels premis 'Tierra de Mujeres', un premi que compta amb el suport de l’Institut de França, i que reconeix projectes ecoambientals dirigits per dones.